# Hedwig von Holstein (Stifterin)

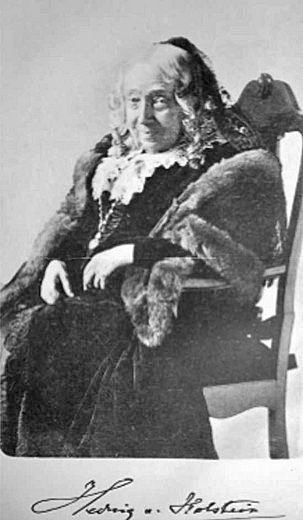
Hedwig von Holstein

Hedwig von Holstein, geborene Salomon (* 16. Februar 1822 in Leipzig; † 19. Oktober 1897 ebenda) war Sängerin und eine Leipziger Stifterin und Mäzenin.

## Leben
Hedwig Antonie Wilhelmine Salomon wurde in eine wohlhabende Leipziger Familie geboren. Ihr Vater Rudolf Julius Salomon (1779–1851), Seidenhändler und protestantischer Stadtrat, hatte es im Seidenwarengeschäft Preußer vom Lehrling bis zum Teilhaber gebracht. Dank dessen Stellung erhielt sie eine umfassende Ausbildung, zum Teil auch bei Privatlehrern in Englisch, Französisch und Klavierspiel sowie in Gesang. Ihren Gesangsunterricht erhielt sie von August Pohlenz und Franz Hauser. Hedwigs Mutter Julie Heinrich Salomon veranstaltete in ihrem Haus in Leipzig musikalische Gesellschaften.
Über die Hauskonzerte der Familie Salomon kam sie mit dem Leipziger Musikleben in Verbindung. Im Leipziger Gewandhaus trat sie im Chor unter Felix Mendelssohn Bartholdy (1809–1847) auf. Sie war im Laufe ihres Lebens zu Besuch im Hause Mendelssohn, traf den jungen Brahms (1833–1897) und verkehrte bei Clara Schumann (1819–1896) und Livia Frege (1818–1891). Man sagte ihr ein eigenständiges, über Salon-Wissen hinausgehendes Urteilsvermögen zur Musik ihrer Zeit nach.

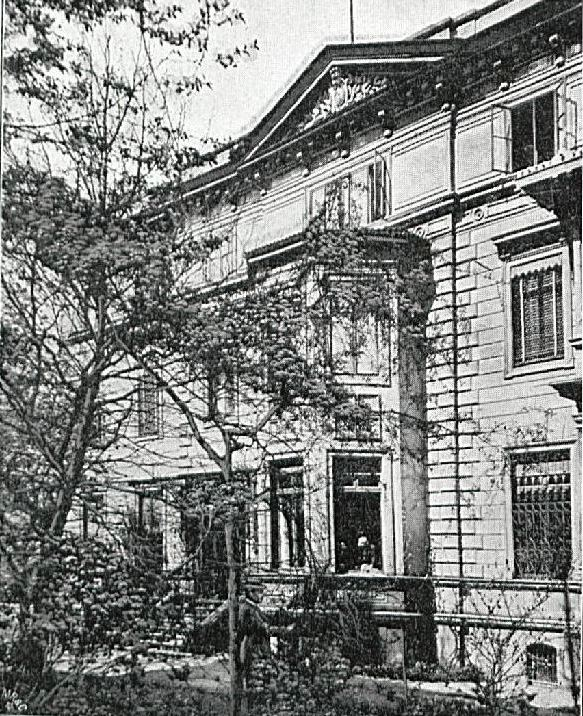
Villa Holstein (um 1900)

1843 verliebte sie sich in den dänischen Komponisten Niels Gade (1817–1890), der häufig im Hause Salomon zu Gast war. Jedoch verließ dieser 1848 Leipzig. 1854 lernte sie den aus Braunschweig stammenden Musikstudenten und späteren Komponisten Franz von Holstein (1826–1878) kennen. Diesen hatte sie durch eine anonyme Geldspende unterstützt, sodass er sein Kompositionsstudium fortführen konnte. Sie heirateten am 4. September 1855 in der Nikolaikirche. Nun konnte von Holstein finanziell abgesichert seinen kompositorischen Intensionen nachgehen. Nach Liedern, Kirchen- und Kammermusik vollendete er 1866 seine erste Oper Der Haideschacht, für die Hedwig eine Privataufführung organisierte, bei der sie und ihre Schwester Elisabeth Seeburg (1817–1888) Solopartien sangen.
1874/1875 ließ Hedwigs Mutter Julie Salomon, die seit 1851 Witwe und sehr vermögend war, in der Salomonstraße – 1840 nach Rudolf Julius Salomon benannt – für das Ehepaar von Holstein durch den bekannten Leipziger Architekten Arwed Roßbach (1844–1902) eine Villa errichten.
Nach dem Tod ihres Mannes 1878 kümmerte sich Hedwig von Holstein um weitere Aufführungen seiner Werke sowie den Druck seiner Kompositionen und Gedichte. In ihrem Haus probte der Bachverein, auch größere Musikaufführungen fanden dort statt. Außerdem gründete sie „das Holstein-Stift, das Stipendien und freie Unterkunft an Musikstudenten des Leipziger Konservatoriums vergab.“
Nach dem Besuch einer Probe zur Gedächtnisfeier für den im Frühjahr 1897 verstorbenen Johannes Brahms erkrankte sie und starb am 18. Oktober 1897. Sie wurde auf dem Neuen Johannisfriedhof im Grabe ihres Mannes beigesetzt.

## Holstein-Stiftung
Bereits zu seinen Lebzeiten hatte Hedwig von Holstein mit ihrem Ehemann vereinbart, eine Stiftung für junge mittellose Musikstudenten zu gründen. Diese errichtete sie 1879 mit 100.000 Mark.

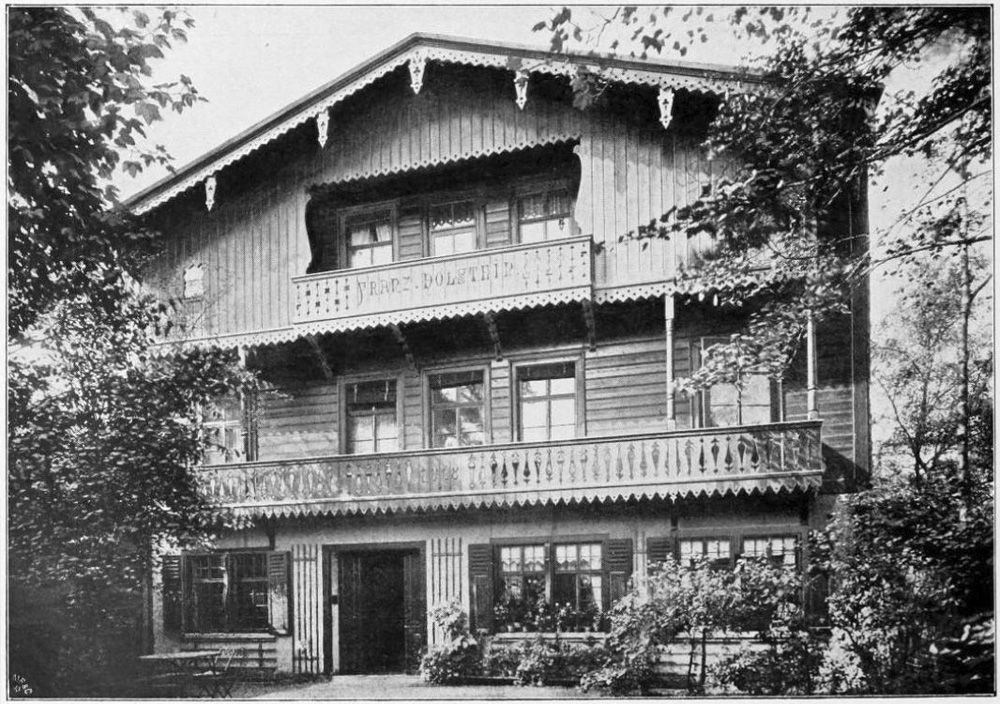
Das Holstein-Stift (um 1900)

Sie ließ Arwed Roßbach im Garten ihrer Villa eine Pension für sieben Studenten erbauen, das Holstein-Stift. Dies war ein zweigeschossiges Gebäude im Schweizer Stil mit ausgebautem Dachgeschoss und zwei Balkonen. Am oberen stand „Franz Holstein“. Im Stift erhielten die Studenten eine Wohnung, ein Klavier zum Üben und Musizieren und eine Freistelle am Konservatorium. Ihre Ehe war kinderlos geblieben, nun brachten sieben Zöglinge, die sie mit mütterlicher Sorge betreute, Leben in das Anwesen. Sie nannte ihre Gäste scherzhaft auch die Sieben Raben und die Stiftung Sieben-Raben-Stiftung.
Unter den Stipendiaten waren der Komponist und Organist Adolf Hünefeld (1854–1902), der Dirigent, Komponist und Pianist August Max Fiedler (1859–1939) und der spätere marxistische Historiker und Gesellschaftswissenschaftler Hermann Duncker (1874–1960), der auch einige Semester Musik studiert hat. Bis zu ihrem Tode hatte sie 72 „Raben“ selbst betreut. Nach ihrem Tod wurde die Holstein-Stiftung als juristische Person anerkannt und von drei Direktoren der Leipziger Kunstschulen und dem Rektor der Universität verwaltet. Das Stift wurde von einer Freundin betreut. Die Stiftung überstand die Weltwirtschaftskrise zum Ende der 1920er Jahre nicht. Das Gebäude wurde im Zweiten Weltkrieg zerstört.

## Salomon-Stiftung
Als 1876 Julie Salomon starb, beauftragte sie ihre Tochter Hedwig von Holstein mit der Errichtung einer Stiftung aus dem salomonschen Kapital, lediglich mit dem Hinweis, dass diese den Armen zugutekommen möge. Hedwig etablierte die „Salomon-Stiftung“ als Wohnstiftung, die sie selbst verwaltete. Bereits 1877 wurden in Reudnitz drei einfache Häuser mit 15 Wohnungen und kleinen Gärten zu billigen Mieten für Arbeiterfamilien und alleinstehende Frauen errichtet.
Als 1888 Hedwigs Schwester Elisabeth Seeburg starb, fiel ein Großteil von deren Vermögen an die Salomon-Stiftung. Die wesentliche Erweiterung der Stiftung nahm Hedwig von Holstein zum Anlass, 1891 die Stiftung in eine unabhängige und selbstständige juristische Person zu verwandeln, damit sie über ihren Tod hinaus sicheren Bestand habe. Es wurde ein Direktorium von sechs Männern berufen, darunter ein Geistlicher, ein Arzt und ein Jurist. Der Architekt Arwed Roßbach wurde mit dem Entwurf einer Wohnanlage, dem „Salomon-Stift“ (auch Salomonstift), beauftragt, dessen Errichtung 1891 begann.

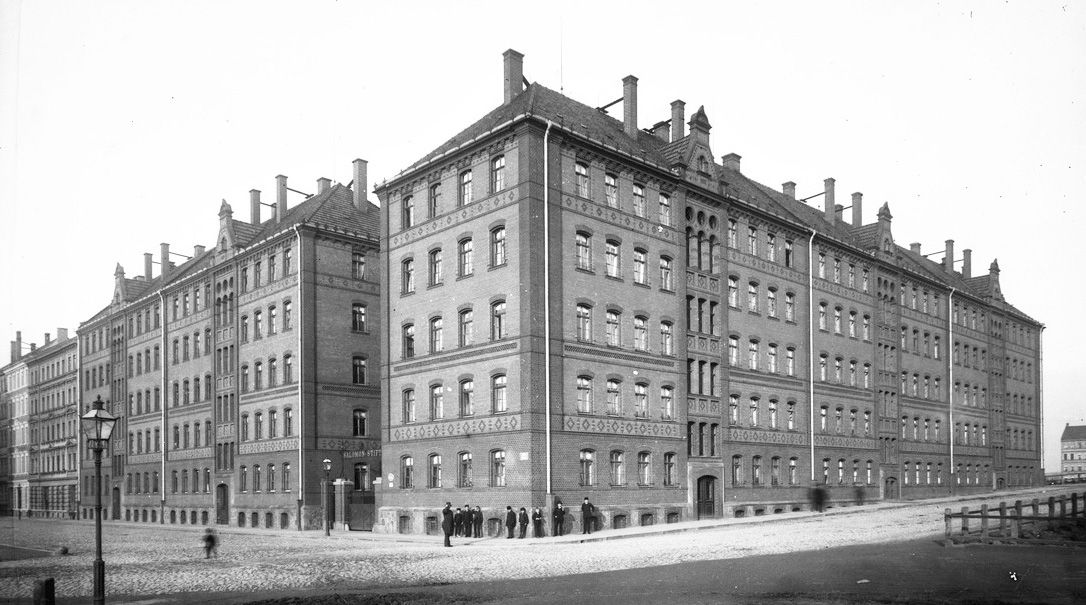
Das Salomon-Stift (um 1895)
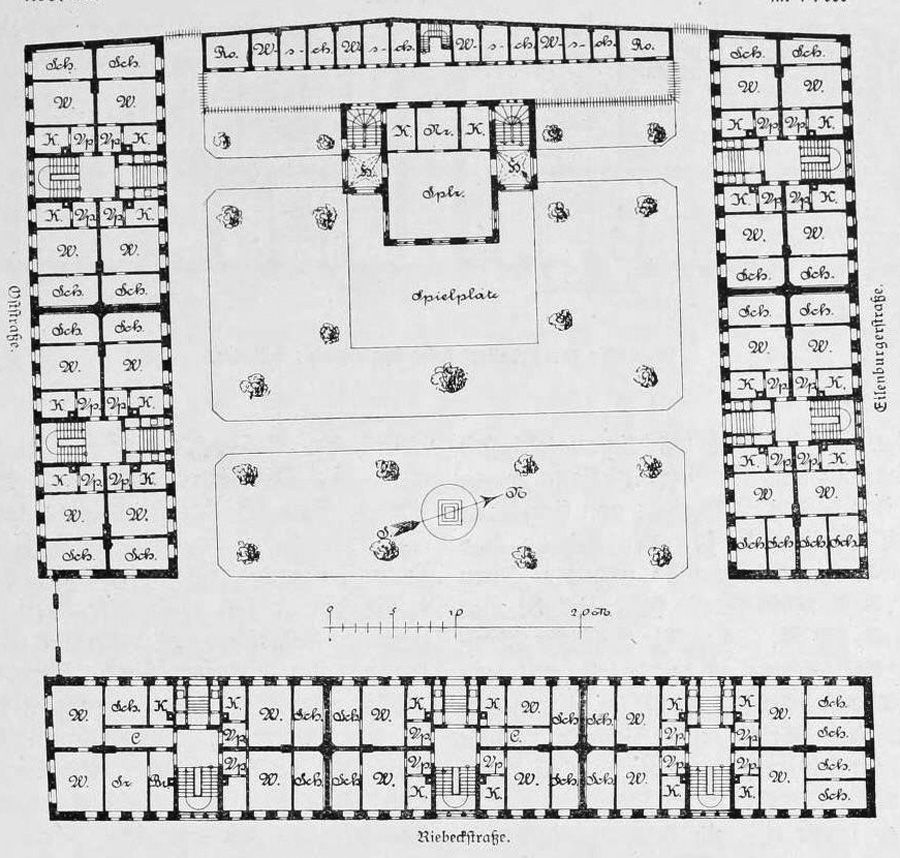
Der Grundriss dazu
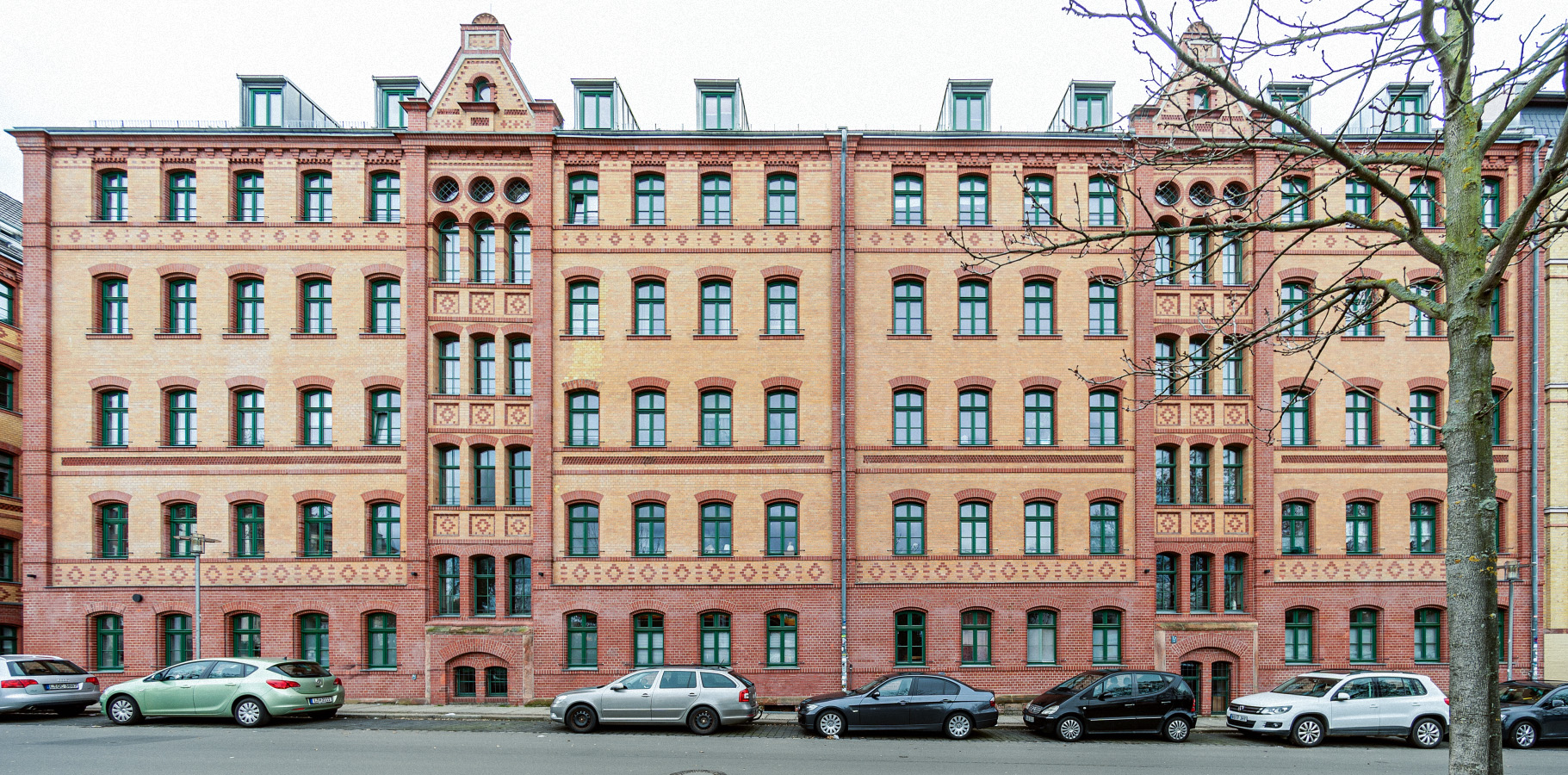
Salomon-Stift saniert (2021)

Das Salomon-Stift entstand in Reudnitz auf einer Fläche von 62 × 65 m, die von der Ost-, der Riebeck- und der Eilenburger Straße eingeschlossen wurde. Um einen nahezu quadratischen begrünten Innenhof reihten sich sieben fünfgeschossige Häuser in drei Blöcken, die insgesamt 140 Wohnungen enthielten. Dazu kamen an der vierten Seite des Hofes Gemeinschaftseinrichtungen wie Waschhäuser und Spielmöglichkeiten. Es gab Badezellen für die Bewohner und eine Kinderbewahranstalt. Die Wochenmiete für eine Wohnung betrug 2,60 Mark und lag damit deutlich unter den ortsüblichen Beträgen. Damit gilt Hedwig von Holstein als Vorreiterin des sozialen Wohnungsbaus in Leipzig.
Als Folge der Weltwirtschaftskrise wurde das Salomon-Stift nach der Gründung der kommunalen Leipziger Wohnungsunternehmen von der Stadt übernommen, die später daraus ein Altersheim entwickelte.
Nach 1990 wurde die Einrichtung privatisiert, und 2013 begann nach Jahren des Leerstands eine umfassende Sanierung zur privaten Wohnungsnutzung. Es entstanden 109 moderne Wohnungen verschiedenen Zuschnitts mit Größen zwischen 27 m² und 166 m² und mit Balkonen zur Hofseite. Die Anlage steht unter Denkmalschutz.

## Schrift
- Hedwig von Holstein: Eine Glückliche (aus ihren Briefen und Tagebuchblättern). Verlag Haessel, Leipzig 1901, Nachdruck Kessinger Publishing 20110, ISBN 978-1-161-30711-5 (Digitalisat der Ausgabe von 1901).